# Gerald Petievich
Gerald Petievich, né le 15 octobre 1944 à Los Angeles en Californie, est un ancien membre des services de renseignement américain, devenu un écrivain et un scénariste, spécialisé dans le roman policier.

## Biographie
Le père et le frère de Gerald Petievich étaient tous deux membres de la police de Los Angeles. Il finit diplômé de l'université d'État de Californie en 1966. De 1967 à 1970, il est affecté aux services de renseignements de l'armée américaine en Allemagne et reçoit des félicitations lors de l'invasion de la Tchécoslovaquie par le Pacte de Varsovie en 1968. Démobilisé en 1970, il rejoint l'United States Secret Service (USSS) dans lequel il est tout particulièrement chargé de la lutte contre le trafic de fausse monnaie. Lors d’une mission à Paris, il découvre les œuvres de Maj Sjöwall et Per Wahlöö, Graham Greene et John le Carré et décide de devenir écrivain.
Il débute en 1981 avec deux courts romans, Money Men et One-Shot Deal pour lesquels il crée les personnages de deux agents du Trésor américain, Charles Carr et Jack Kelly dont le travail consiste à traquer les faux-monnayeurs. Money Men, adapté au cinéma en 1993 par James B. Harris, et d'autres romans de Petievich procèdent du genre de la méthode d'investigation inversée (inverted detective story (en)). Dans To Live and Die in L.A., en 1984, il met en scène un autre duo d'enquêteurs du Trésor américain, John Vukovitch et Richard Chance. Le roman est adapté au cinéma en 1985 par William Friedkin sur un scénario auquel collabore Petievich. Dans Shakedown, en 1988, c’est un duo d'agents de la brigade spéciale du FBI contre le crime organisé qui dirige une enquête contre un ancien policier condamné pour corruption.
Deux de ses romans The Quality of Informant de la série Charles Carr et Paramour sont inédits en français.
Son dernier roman, The Sentinel (2003), est un thriller politique dans lequel un garde du corps a une liaison avec une femme séduisante : la Première Dame des États-Unis. Il est adapté au cinéma en 2006 par Clark Johnson avec Michael Douglas, Kiefer Sutherland et Eva Longoria.
Selon Claude Mesplède, « Tous ces récits réalistes, vraisemblablement nourris des expériences professionnelles de Petievich, sont écrits dans un style cru et direct, ils donnent des représentants de l’ordre une image bien éloignée des clichés manichéens habituels. » .
Gerald Petievich a également signé des scénarios originaux pour la télévision, notamment pour le téléfilm Les Hommes du C.A.T. (C.A.T. Squad), réalisé par William Friedkin en 1986.

## Œuvre

### Romans

#### SérieCharles Carr
- Money Men (1981) Publié en français sous le titre Fric en vrac, Paris, Gallimard, coll. « Série noire » no 1883, 1982 ; réédition sous le titre Extrême Limite dans la même collection et avec le même numéro en 1994
- One-Shot Deal (1981) Publié en français sous le titre Planque à billets, Paris, Gallimard, coll. « Série noire » no 1887, 1982
- To Die in Beverly Hills (1983) Publié en français sous le titre Mourir à Beverly Hill, Paris, Gallimard, coll. « Série noire » no 2016, 1985
- The Quality of Informant (1985)

#### Autres romans
- To Live and Die in L.A. (1984) Publié en français sous le titre Voir Los Angeles et mourir, Paris, Gallimard, coll. « Série noire » no 2023, 1985
- Shakedown (1988) Publié en français sous le titre La Rançon du plus fort, Paris, Gallimard, coll. « Série noire » no 2160, 1988
- Earth Angels (1989) Publié en français sous le titre La Rue des mauvais anges, Paris, Gallimard, coll. « Série noire » no 2238 1990
- Paramour (1991)
- Sentinel (2003) Publié en français sous le titre La Sentinelle, Paris, Gallimard, coll. « Série noire » no 2720, 2004 ; réédition, Paris, Gallimard, coll. « Folio policier » no 445, 2006

## Filmographie

### Au cinéma
- 1985 : Police fédérale Los Angeles (To Live and Die in L.A.), film américain réalisé par William Friedkin, adaptation du roman éponyme sur un scénario auquel collabore Petievich, et mettant en vedette William Petersen et Willem Dafoe
- 1993 : L'Extrême Limite (Boiling Point), film américain réalisé par James B. Harris, adaptation de Money Men, avec Wesley Snipes et Dennis Hopper
- 2006 : The Sentinel, film américain réalisé par Clark Johnson, adaptation du roman éponyme, avec Michael Douglas et Kiefer Sutherland

### À la télévision
- 1985 : Funny Money, épisode 7, saison 5, de la série télévisée américaine Hooker (T. J. Hooker) réalisé par Michael Caffey, sur un scénario original de Gerald Petievich, avec William Shatner et Heather Locklear
- 1986 : Les Hommes du C.A.T. (C.A.T. Squad), téléfilm américain réalisé par William Friedkin, sur un scénario original de Gerald Petievich, avec Joe Cortese et Jack Youngblood

## Sources
- Claude Mesplède (dir.), Dictionnaire des littératures policières, vol. 2 : J - Z, Nantes, Joseph K, coll. « Temps noir », 2007, 1086 p. (ISBN 978-2-910-68645-1, OCLC 315873361), p. 530-531.
- Claude Mesplède, Les années "Série noire" bibliographie critique d'une collection policière, vol. 5 : 1982-1995, Amiens, Encrage, coll. « Travaux » (no 36), 2000.